# Kľak (powiat Žarnovica)
Kľak (niem. Kleck) – wieś (obec) na Słowacji położona w kraju bańskobystrzyckim, w powiecie Žarnovica. Pierwsze wzmianki o miejscowości pochodzą z roku 1828.
Według danych z dnia 31 grudnia 2012, wieś zamieszkiwało 235 osób, w tym 117 kobiet i 118 mężczyzn.
W 2001 roku rozkład populacji względem narodowości i przynależności etnicznej wyglądał następująco:
- Słowacy – 98,39%
- Czesi – 1,21%
- Węgrzy – 0,4%

Ze względu na wyznawaną religię struktura mieszkańców kształtowała się w 2001 roku następująco:
- Katolicy rzymscy – 86,69%
- Grekokatolicy – 0,4%
- Ateiści – 10,48%